# آرتور نومن
آرتور نومن (هلندی: Arthur Numan؛ زادهٔ ۱۴ دسامبر ۱۹۶۹) یک بازیکن فوتبال اهل هلند است.
وی همچنین در تیم ملی فوتبال هلند بازی کرده‌است.